# Víctor Cabrera (Fußballspieler, 1993)
Víctor Fernando Cabrera (* 7. Februar 1993 in Lules) ist ein argentinischer Fußballspieler, der als Abwehrspieler eingesetzt wird.

## Werdegang
Cabrera begann seine Karriere bei Jugendmannschaften von Club Almirante Brown, wo er im Alter von 12 bis 13 spielte, sowie von Club Renato Cesarini, wo er bis zum Alter von 17 Jahren spielte. Anschließend wechselte Cabrera zu River Plate, wo er in der Jugendakademie weiter ausgebildet wurde.
In der Saison 2013/14 wurde Cabrera schließlich in die erste Mannschaft von River Plate berufen. Sein erstes und bislang einziges Spiel für die erste Mannschaft des Vereins absolvierte er am 23. Februar 2014 im Spiel gegen Atlético Colón. Cabrera wurde bei River Plate vorwiegend für Spiele der zweiten Mannschaft eingesetzt, wo er auch in der Hinrunde der Saison 2014/15 aktiv war.
Am 8. Januar 2015 verpflichtete das kanadische Franchise Montreal Impact Cabrera auf Leihbasis. Das erste Ligaspiel für Impact absolvierte Cabrera am 21. März 2015 beim 0:0 gegen New England Revolution.
Für ein Foul durch eine Grätsche gegen Jozy Altidore im Derby gegen den Toronto FC am 29. September 2015 wurde Cabrera, obwohl er nur die Gelbe Karte gesehen hatte, nachträglich für ein Spiel gesperrt.
Für Montreal war Cabrera bis Ende der Saison 2019 aktiv, insgesamt kam er in 93 Ligaspielen zum Einsatz. Ein Tor gelang dem Abwehrspieler dabei nicht. Anfang 2020 wechselte Cabrera zum Ligakonkurrenten Houston Dynamo, wo er jedoch nur eine halbe Saison blieb und in sieben Ligaspielen aktiv war. Im Zusammenhang mit der Covid-19-Pandemie wechselte Cabrera Mitte 2020 wieder nach Argentinien und schloss sich dem CA Tigre an.